# ノイチス・ド・ノルチ
『ノイチス・ド・ノルチ』（Noites do Norte）は、ブラジル人ミュージシャン、カエターノ・ヴェローゾが2000年に発表したスタジオ・アルバム。

## 背景
タイトル曲の歌詞は、19世紀の奴隷制廃止論者ジョアキン・ナブーコの著作に基づいている。「5月13日」は、ブラジルで奴隷制が廃止された日をテーマとしている。「ズンビ」はジョルジ・ベンが1974年に発表した曲のカヴァーで、日本盤には同曲のリミックス・ヴァージョンがボーナス・トラックとして追加された。
「ミケランジェロ・アントニオーニ」はイタリアの映画監督ミケランジェロ・アントニオーニに捧げられたイタリア語詞の曲で、ヴェローゾは本作リリースの翌年の2001年9月、アントニオーニの自宅で開催された昼食会に招待された。また、同曲はアントニオーニがオムニバス映画『愛の神、エロス』（2004年公開）に提供した作品「エロスの誘惑〜危険な道筋」のサウンドトラックでも使用されている。

## 反響・評価
母国ブラジルでは2001年にゴールド・ディスクの認定を受けた。
Chris Nicksonはオールミュージックにおいて5点満点中3点を付け「彼は60代になろうとしているのに、自分の流儀に凝り固まらず、今なお詩的にも音楽的にも境界線を崩している」と評している。また、CDジャーナルのミニ・レビューでは「ロックとブラジル北部のブルースが混じりあった会心作」と評されている。

## 収録曲
特記なき楽曲はカエターノ・ヴェローゾ作。
1. ゼラ・ア・ヘーザ - "Zera a Reza" - 5:08
2. ノイチス・ド・ノルチ - "Noites do Norte" (Caetano Veloso, Joaquim Nabuco) - 2:46
3. 5月13日 - "13 de Maio" - 3:36
4. ズンビ - "Zumbi" (Jorge Ben) - 4:56
5. ロックン・ハウル - "Rock'n'Raul" - 5:16
6. ミケランジェロ・アントニオーニ - "Michelangelo Antonioni" - 3:44
7. カンチガ・ヂ・ボイ - "Cantiga de Boi" - 4:47
8. コブラ・コラル - "Cobra Coral" (C. Veloso, Waly Salomão) - 4:15
9. イア - "Ia" - 3:52
10. 僕のリオ - "Meu Rio" - 4:32
11. 美しき歌声 - "Sou Seu Sabiá" - 4:43
12. 太陽嵐 - "Tempestades Solares" - 3:05

### 日本盤ボーナス・トラック
1. ズンビ (REMIX) - "Zumbi (remix)" (J. Ben) - 4:32

## カヴァー
アメリカのロック・ミュージシャン、ベックは2012年発売のトリビュート・アルバム『A Tribute to Caetano Veloso』に「ミケランジェロ・アントニオーニ」のカヴァーを提供した。